# Női csapatsprint sífutás a 2014. évi téli olimpiai játékokon
A 2014. évi téli olimpiai játékokon a sífutás női csapatsprint versenyszámát február 19-én rendezték. Az aranyérmet a norvég kettős nyerte meg. A versenyszámban nem vett részt magyar csapat.

## Eseménynaptár
Az időpontok moszkvai idő szerint (UTC+4), zárójelben magyar idő szerint (UTC+1) olvashatóak.
| Időpont                    | Forduló   |
| -------------------------- | --------- |
| február 19., 13:15 (10:15) | Elődöntők |
| február 19., 15:45 (12:45) | Döntő     |

## Eredmények
A kijelölt pályán 6 kört kellett teljesíteni, klasszikus stílusban. A csapatok tagjai körönként váltották egymást.
Az elődöntő mindkét futamából az első két helyen célba érkező, valamint az összesítésben hat legjobb időt teljesítő csapat jutott be a döntőbe.

### Elődöntők
A rövidítések jelentése a következő:
- Q: továbbjutás helyezés alapján
- q: továbbjutás időeredmény alapján

| Helyezés | R        | Csapat                                                     | Idő        | Mj       |
| 1. futam | 1. futam | 1. futam                                                   | 1. futam   | 1. futam |
| -------- | -------- | ---------------------------------------------------------- | ---------- | -------- |
| 1.       | 1        | Norvégia (NOR) · Ingvild Flugstad Østberg · Marit Bjørgen  | 16:43,45   | Q        |
| 2.       | 3        | Svédország (SWE) · Ida Ingemarsdotter · Stina Nilsson      | 16:48,76   | Q        |
| 3.       | 2        | Egyesült Államok (USA) · Sophie Caldwell · Kikkan Randall  | 16:51,36   | q        |
| 4.       | 7        | Svájc (SUI) · Bettina Gruber · Seraina Boner               | 17:02,14   | q        |
| 5.       | 6        | Kanada (CAN) · Perianne Jones · Daria Gaiazova             | 17:09,13   |          |
| 6.       | 5        | Franciaország (FRA) · Aurore Jéan · Célia Aymonier         | 17:10,07   |          |
| 7.       | 4        | Olaszország (ITA) · Ilaria Debertolis · Gaia Vuerich       | 17:35,98   |          |
| 8.       | 8        | Kína (CHN) · Man Dandan · Li Hongxue                       | 17:40,90   |          |
| 9.       | 9        | Kazahsztán (KAZ) · Yelena Kolomina · Anastassiya Slonova   | 17:49,66   |          |
| 2. futam |          |                                                            |            |          |
| 1.       | 11       | Finnország (FIN) · Aino-Kaisa Saarinen · Kerttu Niskanen   | 16:42,15   | Q        |
| 2.       | 13       | Lengyelország (POL) · Sylwia Jaśkowiec · Justyna Kowalczyk | 16:49,43   | Q        |
| 3.       | 14       | Oroszország (RUS) · Anasztaszija Docenko · Julija Ivanova  | 16:49,61   | q        |
| 4.       | 12       | Németország (GER) · Stefanie Böhler · Denise Herrmann      | 16:58,98   | q        |
| 5.       | 15       | Ausztria (AUT) · Katerina Smutna · Teresa Stadlober        | 16:59,50   | q        |
| 6.       | 10       | Szlovénia (SLO) · Alenka Čebašek · Katja Višnar            | 17:00,32   | q        |
| 7.       | 16       | Szlovákia (SVK) · Alena Procházková · Daniela Kotschová    | 18:51,94   |          |
| 8.       | 17       | Ukrajna (UKR) · Marina Liszohor · Katerina Szergyuk        | nem indult |          |

### Döntő
| Helyezés | R  | Csapat                                                     | Idő      | Hátrány |
| -------- | -- | ---------------------------------------------------------- | -------- | ------- |
| Arany    | 1  | Norvégia (NOR) · Ingvild Flugstad Østberg · Marit Bjørgen  | 16:04,05 | —       |
| Ezüst    | 11 | Finnország (FIN) · Aino-Kaisa Saarinen · Kerttu Niskanen   | 16:13,14 | +9,09   |
| Bronz    | 3  | Svédország (SWE) · Ida Ingemarsdotter · Stina Nilsson      | 16:23,82 | +19,77  |
| 4.       | 12 | Németország (GER) · Stefanie Böhler · Denise Herrmann      | 16:24,97 | +20,94  |
| 5.       | 13 | Lengyelország (POL) · Sylwia Jaśkowiec · Justyna Kowalczyk | 16:35,54 | +31,49  |
| 6.       | 14 | Oroszország (RUS) · Anasztaszija Docenko · Julija Ivanova  | 16:44,91 | +40,86  |
| 7.       | 7  | Svájc (SUI) · Bettina Gruber · Seraina Boner               | 16:45,47 | +41,42  |
| 8.       | 2  | Egyesült Államok (USA) · Sophie Caldwell · Kikkan Randall  | 16:48,08 | +44,03  |
| 9.       | 15 | Ausztria (AUT) · Katerina Smutna · Teresa Stadlober        | 16:49,16 | +45,11  |
| 10.      | 10 | Szlovénia (SLO) · Alenka Čebašek · Katja Višnar            | 16:57,98 | +53,93  |